# John Tong Hon
John Tong Hon (湯漢) (31 de julho de 1939) é um cardeal de Hong Kong, bispo emérito da Diocese de Hong Kong.

## Biografia
Quando tinha dois anos, a invasão japonesa levou a família a mudar-se para Macau. Em seguida, seus pais, por causa dos perigos da guerra, confiaram-no à sua avó paterna, que vivia em uma aldeia na província de Guangdong. Quando a guerra acabou, a família se reuniu em Cantão. Sua mãe foi a primeira a receber o batismo e foi seguida por todos os outros membros da família. Quando o pai contraiu tuberculose, a mãe sustentou a família trabalhando como professora.
Em 1951, entrou no Seminário de São José de Macau e em 1957, após terminar o ensino médio, foi para o Seminário do Espírito Santo de Hong Kong, onde estudou filosofia e teologia. Depois, ele estudou na Universidade Chinesa de Hong Kong, obtendo um mestrado em filosofia; posteriormente, em 1964, foi enviado a Roma para estudar na Pontifícia Universidade Urbaniana, onde obteve a licenciatura e o doutorado em teologia dogmática.
Ele foi ordenado sacerdote em 6 de janeiro de 1966, na Basílica de São Pedro, pelo Papa Paulo VI. Quando regressou a Hong Kong, residiu no Seminário do Espírito Santo, onde continuou a viver após a sua eleição para o episcopado. Em 1995, participou das negociações realizadas com vista à transição de Hong Kong, a ex-colônia britânica, para a jurisdição da República Popular da China.
Eleito como bispo-auxiliar de Hong Kong em 13 de setembro de 1996, foi consagrado em 9 de dezembro na Catedral da Imaculada Conceição de Hong Kong como bispo-titular de Bossa, pelo cardeal John Baptist Wu Cheng-chung, bispo de Hong Kong, coadjuvado por Peter Seiichi Shirayanagi, arcebispo de Tóquio e por Charles Asa Schleck, C.S.C., subsecretário da Congregação para a Evangelização dos Povos. Ele manteve o posto até a promoção a bispo-coadjutor da mesma diocese, em 30 de janeiro de 2008. Depois de pouco mais de um ano, em 15 de abril de 2009, sucedeu ao cardeal Joseph Zen Ze-kiun como o novo bispo de Hong Kong.
Foi anunciado pelo Papa Bento XVI a sua criação como cardeal em 6 de janeiro de 2012, no Primeiro Consistório Ordinário Público de 2012, realizado em 18 de fevereiro, recebendo o barrete cardinalício e o título de cardeal-presbítero de "Regina Apostolorum".
Em 1 de agosto de 2017, o Papa Francisco aceitou sua renúncia ao governo pastoral da diocese de Hong Kong. Foi sucedido por Michael Yeung Ming-cheung, até então coadjutor daquela diocese, que iniciou seu ministério episcopal como bispo de Hong Kong em 5 de agosto de 2017. Após a morte de seu sucessor, em 3 de janeiro de 2019, foi nomeado como administrador apostólico da diocese. Ele é o diretor do Centro de Estudos do Espírito Santo, a principal instituição católica em assuntos relacionados à igreja na China e trabalha para a formação do clero chinês.

## Conclaves
- Conclave de 2013 - participou da eleição de Jorge Mario Bergoglio como Papa Francisco.